# Iemourtla
La Iemourtla est une rivière qui coule en Russie dans l'oblast de Tioumen. C'est un affluent droit de la rivière Tobol, donc un sous-affluent de l'Ob par la Tobol, puis par l'Irtych.

## Géographie
La Iemourtla naît dans la partie méridionale de la grande plaine de Sibérie occidentale sur le territoire de la ville de Kolesnikovo. Elle coule globalement d'est en ouest. Elle se jette dans la Tobol peu après avoir baigné la petite localité de Bunkovo, à quelque vingt kilomètres en amont (au sud-ouest) de la ville d'Ouporovo. 
Le bassin versant de la rivière s'étend sur plus ou moins 3 600 kilomètres carrés.
La Iemourtla est peu abondante et très irrégulière ; son module se monte à 3,14 mètres cubes par seconde au niveau de la localité de Iemourtla.

## Villes traversées
- La Iemourtla traverse des régions peu peuplées. Elle naît au sud de la ville de Kolesnikovo.

## Hydrométrie - Les débits mensuels à Iemourtla
Le débit de la Iemourtla a été observé pendant 35 ans (sur la période allant de 1963 à 1999) à Iemourtla, petite localité située à 52 kilomètres de sa confluence avec la rivière Tobol.  
Le débit annuel moyen ou module observé à Iemourtla durant cette période était de 3,14 m3/s pour une surface de drainage de 3 250 km2, soit plus ou moins 90 % de la totalité du bassin versant de la rivière qui en compte 3 600. La lame d'eau d'écoulement annuel dans le bassin se montait de ce fait à 30,5 millimètres, ce qui est médiocre, et résulte de la faiblesse des précipitations sur la plus grande partie de son bassin situé aux limites de la partie méridionale, aride, de la plaine de Sibérie occidentale.
Rivière alimentée en grande partie par la fonte des neiges, la Iemourtla est un cours d'eau de régime nivo-pluvial. 
Les hautes eaux se déroulent au printemps, en avril surtout et début mai, ce qui correspond au dégel et à la fonte des neiges. Au mois de mai puis de juin, le débit s'effondre brutalement, puis poursuit sa décroissance tout au long du reste de l'été et de l'automne.
Au mois de décembre, le débit de la rivière baisse à nouveau, ce qui constitue le début de la période des basses eaux. Celle-ci a lieu de décembre à mars inclus et correspond aux gels de l'hiver qui envahissent toute la Sibérie. 
Le débit moyen mensuel de la Iemourtla observé en février (minimum d'étiage) est de 0,66 m3/s, soit environ 3,3 % du débit moyen du mois d'avril (20,0 m3/s), maximum de l'année, ce qui souligne la très forte amplitude des variations saisonnières. Et les écarts de débits mensuels peuvent être encore plus importants d'après les années : sur la durée d'observation de 35 ans, le débit mensuel minimal a été de 0,01 m3/s en février 1969, tandis que le débit mensuel maximal s'élevait à 66,4 m3/s en avril 1970. 
En ce qui concerne la période libre de glaces (de mai à octobre inclus), le débit minimal observé a été de 0,60 m3/s (600 L/s) en juin 1991, ce qui restait encore satisfaisant par rapport au module.  